# Jorge de la Rosa
Jorge Alberto De la Rosa González (Monterrey, Nuevo León; 5 de abril de 1981) es un exlanzador de béisbol profesional mexicano. Jugó en distintos equipos de la Major League Baseball (MLB).

## Carrera

### Milwaukee Brewers
Hizo su debut en la MLB el 14 de agosto de 2004 con los Milwaukee Brewers. En 2005, De la Rosa se dividió entre las menores y el bullpen de los Cerveceros, apareciendo en 38 juegos, con un récord de 2-2.
Durante la temporada 2006, los lanzadores abridores de los Cerveceros, Ben Sheets, Tomo Ohka y el relevista largo Rick Helling, resultaron lesionados, dejando abierto el quinto puesto. Los Cerveceros insertaron a De la Rosa en el rol titular después de un período fallido con Dana Eveland. En 3 aperturas, tuvo marca de 0-2 con efectividad de 12.27. En su tercera salida, fue retirado por ampollas en el dedo. Luego fue colocado en la lista de lesionados de 15 días. En 18 juegos, su efectividad fue de 8.60 con 30 carreras permitidas y 22 bases por bolas en 30 entradas.

### Kansas City Royals
De la Rosa fue traspasado a los Kansas City Royals por Tony Graffanino durante la temporada 2006. En su primera apertura para el equipo, lanzó seis entradas permitiendo dos carreras limpias y consiguiendo la victoria . De la Rosa permaneció en la rotación, terminando la temporada con un récord de 3-4 en 10 aperturas para los Reales.
La temporada 2007 de De la Rosa marcó su primera temporada completa en las ligas mayores, lanzando en 23 aperturas para los Reales. Su récord fue de 8-12 con una efectividad de 5,82 en sólo 130 entradas.

### Colorado Rockies
El 30 de abril de 2008 fue enviado a los Rockies de Colorado. En su primera temporada con los Rockies, De la Rosa ganó 10 juegos por primera vez en su carrera. También redujo su efectividad en una carrera completa en las dos temporadas anteriores.
De la Rosa tuvo problemas durante la primera mitad de la temporada 2009, con marca de 0-6 en sus primeras 10 aperturas. Sin embargo, después del 1 de junio, de la Rosa fue uno de los mejores lanzadores del béisbol. De la Rosa ganó 16 juegos para los Rockies ese año y ayudó a los Rockies a conseguir el comodín de la Liga Nacional con su actuación en la segunda mitad. El 4 de octubre, mientras lanzaba contra los Dodgers de Los Ángeles, de la Rosa sufrió una distensión en la ingle izquierda y abandonó el juego. De la Rosa se perdería la NLDS contra los Filis. De la Rosa tuvo la mejor temporada de su carrera en 2009, con marca de 16-9 con efectividad de 4.38 y 193 ponches. Las 16 victorias de De la Rosa lo ubicaron tercero en la Liga Nacional en 2009.
De la Rosa comenzó la temporada 2010 con marca de 3-1, efectividad de 3.91, 26 K en 23 entradas lanzadas antes de sufrir un desgarro en la banda del tendón flexor del dedo izquierdo que puso a De la Rosa en la lista de lesionados durante los siguientes 2 meses. Regresó en julio de la lista de lesionados y terminó la temporada con marca de 8-7, efectividad de 4.22 y 113 K en 121.2 entradas lanzadas.
De la Rosa se convirtió en agente libre al final de la temporada 2010. Firmó un contrato de dos años con una opción de jugador por un tercer año para permanecer con los Rockies.
El 24 de mayo de 2011, De la Rosa sufrió una rotura completa del ligamento colateral cubital del codo izquierdo, requiriendo una cirugía de transferencia del ligamento Tommy John, finalizando así su temporada. Había registrado un récord de 4-0 en abril y tenía un 1-2 de mayo antes de la lesión.
Después de perderse casi toda la temporada 2012, De la Rosa regresó hacia el final de la temporada, haciendo tres aperturas para los Rockies.
La temporada 2013 de De la Rosa marcó la mejor temporada de su carrera a pesar de bajar su K/9. Terminó empatado con el récord personal de victorias con 16 y una efectividad de 3.49, la más baja de su carrera, en 30 aperturas.
En 2014, De la Rosa dio un paso atrás respecto a su temporada anterior. Terminó 14-11 con una efectividad de 4.10 y 21 jonrones permitidos, la mayor cantidad de su carrera. Después de la temporada, De la Rosa y los Rockies acordaron una extensión de contrato por dos años.
El 14 de junio de 2015, De la Rosa se convirtió en el líder en victorias de todos los tiempos de los Rockies, logrando la victoria número 73 para la franquicia. A pesar de ganar solo 9 juegos en 2015 debido a una lesión, De la Rosa estableció récords de franquicia con la mayor cantidad de victorias de un Rockie y la mayor cantidad de K en la historia de la franquicia.
El porcentaje de victorias de .618 de De la Rosa es un récord de franquicia de los Rockies (mínimo de 50 aperturas). De la Rosa también tiene el récord de todos los tiempos de los Rockies por el mejor porcentaje de victorias en Coors Field con un porcentaje de victorias de .763.

### Arizona Diamondbacks
El 19 de febrero de 2017 firmó un contrato de ligas menores con Arizona Diamondbacks. Fue agregado a la lista de 40 hombres al final del entrenamiento de primavera y comenzó la temporada como relevista. De la Rosa lanzó toda la temporada desde el bullpen por primera vez desde 2005. Tuvo marca de 3-1 con efectividad de 4.21 en 65 juegos.
El 16 de febrero de 2018, De la Rosa firmó un nuevo contrato de ligas menores con los Diamondbacks. El 31 de julio, de la Rosa fue designado para asignación. Fue puesto en libertad el 4 de agosto.

### Chicago Cubs
El 10 de agosto de 2018, De la Rosa firmó un contrato de Grandes Ligas con los Chicago Cubs. Se convirtió en agente libre después de la temporada.

## Carrera internacional
Jorge De la Rosa jugó para la selección mexicana de Béisbol durante el Clásico Mundial de Béisbol 2006.